# Dni Siedlec
Dni Siedlec – obchodzone co roku, w pierwszych dniach czerwca kilkudniowe święta miasta Siedlce.
Głównym miejscem dni miasta są Błonia Siedleckie oraz plac im. gen. Wł. Sikorskiego (imprezy wspomagające). W czasie święta odbywają się targi Expo Siedlce. Na koniec dni (weekend) występują gwiazdy estradowe z polski i z zagranicy, a po nich odbywa się pokaz sztucznych ogni.
W 2007 roku w ramach Dni Siedlec obchodzony był Jubileusz 460-lecia Miasta Siedlce.

## Targi EXPO Siedlce
Targi: edukacyjne, pracy, przedsiębiorstw, agroturystyczne, instytucji oraz miast i gmin ziemi siedleckiej i wschodniego Mazowsza. Prezentacje europejskich miast partnerskich miasta Siedlce: (Pescantina, Dasing, Wołkowysk, Sabinov, rejon wileński, Berdyczów i Powiatu siedleckiego.

## Atrakcje
W ramach Dni Siedlec odbywa się wiele widowisk artystycznych, koncertów, zawodów sportowych i happeningów. I tak w:

### 2007
W ramach obchodów Jubileuszu 460-lecia miasta odbyły się:
- 460 km na 460-lecie w 24 godziny na nartorolkach (ul. H. Sienkiewicza, odcinek pomiędzy ul. J. Kilińskiego i ul. Floriańską)
- 46 minut na 460-lecie, czyli 2 x 23 – mecz piłki nożnej pomiędzy drużynami Urzędu Miasta Siedlce i Starostwa Siedleckiego (stadion OSiR-u, ul. Wojskowa 5)
- bezpłatne przejażdżki dorożkami po centrum Siedlec (spod Muzeum Regionalnego)
- bezpłatne przejażdżki zabytkowymi autami po centrum Siedlec (parking Urzędu Miasta Siedlce)
- bezpłatne przejażdżki łódką po stawie w Parku Miejskim „Aleksandria”
- Maraton Kulinarny - największy obiad urodzinowy miasta (1460 porcji wojskowej grochówki, 1460 kg blacharza podlaskiego, 460 kg Wielkiego Jubileuszowego Tortu) na 460-lecie
- pokaz sztucznych ogni

### 2008
- Europejskie smaki, czyli przez żołądek do serca kuchnia (pl. gen. Wł. Sikorskiego):
  - Dzień I Siedlce - Mazowsze - Podlasie, rejon Wileński (Litwa), Berdyczów (Ukraina)
  - Dzień II Pescantina (Włochy), Sabinov (Słowacja) i Dasing (Niemcy)
- koncert „Europa dźwięku” – artystyczne i kulturalne wizytówki wszystkich miast partnerskich Siedlec (pl. gen. Wł. Sikorskiego)
- Wehikuł czasu – plenerowa prezentacja filmów z akompaniamentem „na żywo” zespołu muzycznego (plac przy fontannie)
- Mecze w ramach mini mistrzostw miast partnerskich Eurotown-Football 2008 w piłce nożnej o Puchar Przejściowy „We are THE EUROPE”
- Euro2012: „Czekamy na was w Siedlcach”. Zawody sportowe i rekreacyjne dla grup sportowych dzieci i młodzieży z miast partnerskich
- „Biesiada siedlecka” – wieczór kulinarno-rozrywkowy dla gości z miast partnerskich
- „Biesiada alpejska” – wieczór kulinarno-rozrywkowy dla gości z miast partnerskich przygotowany przez miasta: Dasing i Pescantina
- Święto 1 Siedleckiego Batalionu Rozpoznawczego (6 czerwca 2008)
- EXPO Siedlce 2008, na zakończenie dnia (sobota), widowisko „Tańczące fontanny” (Błonia Siedleckie)
- Kibicujemy biało-czerwonym: transmisja meczu Mistrzostw Europy 2008: Polska – Niemcy, po meczu pokaz sztucznych ogni (Błonia Siedleckie)

### 2009[2]
- „Młodzi przyszłością Europy” - Europejski Festiwal dzieci i młodzieży (tereny zielone wokół Amfiteatru Miejskiego)
  - Targi Edukacyjne i pracy, prezentacje artystyczne siedleckich szkół i miast partnerskich Siedlec
  - XIV Festiwal Twórczości Dziecięcej i Młodzieżowej (z udziałem gwiazd polskiej edycji programu You Can Dance)
  - Nove Kino Siedlce - dzień otwarty
  - „Town Twinning Rock Festival” Siedlce 2009 – Młodzieżowa Gala Artystyczna miast partnerskich Siedlec
- „Sport Bez Granic” (Stadion OSiR Siedlce)
  - Międzynarodowy Lekkoatletyczny Memoriał im. Henryka Guta
  - Międzynarodowe Zawody Lekkoatletyczne dla szkół podstawowych o Puchar Prezydenta Miasta Siedlce
- „Jan Paweł II – pielgrzym wolności” – obchody 10. rocznicy wizyty papieża w Siedlcach (Katedra Siedlecka, Błonia Siedleckie)
  - Msza dziękczynna za wizytę Jana Pawła II pod przewodnictwem prymasa Polski Józefa Glempa
  - „Jan Paweł II – przyjaciel młodych” – koncert muzyki chrześcijańskiej
  - Film „Jan Paweł II w Siedlcach"
  - „Po maturze chodziliśmy na Kremówki z Wadowic” – degustacja
- „Wiara, Nadzieja, Miłość”
  - „Muzyka Łączy Pokolenia” – chóry i arie operowe, operetkowe i musicalowe świata (pl. gen. Wł. Sikorskiego)
  - „Noc Bardów i Poetów” (Sala Biała Miejskiego Ośrodka Kultury)
- II Siedlecki Festiwal Teatrów Ulicznych „Pod Niebem” (tereny zielone wokół Amfiteatru Miejskiego)
- „Show na Finał” - Sportowy i Koncertowy Show na Finał
  - „Sportowy Show na Finał” - m.in. Turniej amatorów tenisa ziemnego, Turniej Piłki Nożnej siedleckich spółek miejskich z okazji 50-lecia Siedleckiej Spółdzielni Mieszkaniowej, Paintball, Go Kardy, strzelania z łuku, Biegi sztafetowe, Spektakle teatralne dla dzieci (tereny OSiR Siedlce)
  - „Koncertowy Show na Finał” - występ gwiazd

## Gwiazdy Dni Siedlec

### 2007[1]
- Kayah
- The Jet Set
- Skaldowie
- Boney M.
- Wanda i Banda

### 2008[3]
- Kombii
- Stachursky
- Bartek Wrona
- Róże Europy
- grupy muzyczne z Wielkiej Brytanii: połączone siły zespołów Smokie i The Animals

### 2009
- Andrea & Carina (covery - przeboje muzyki włoskiej)
- Blue Café
- Bad Boys Blue
- Edyta Górniak

### 2010
- Maryla Rodowicz
- Kate Ryan
- Rico Sanchez & Gipsy Kings
- Bene (covery włoskie)

### 2011
- PodobaMiSię
- Upstrem
- Velvet
- Monika Brodka